# Flughafen Bandung

i8
i11
i13
Der internationale Flughafen Husein Sastranegara (indonesisch Bandara Internasional Husein Sastranegara,  IATA-Code: BDO, ICAO-Code: WICC) ist der Flughafen von Bandung, der Hauptstadt der Provinz Jawa Barat.

## Lage
Der Flughafen liegt etwa 5 km nordwestlich des Stadtzentrums von Bandung und umfasst eine Fläche von 145 Hektar. Der Bereich der Zivilluftfahrt liegt im südwestlichen Teil des Flughafengeländes und am nördlichen Ende liegen die Hangars der staatlichen Flugzeugindustrie PT. Dirgantara Indonesia. Da das Flughafenareal zentrumsnah liegt, kann es wirtschaftlich nicht mehr erweitert werden. Ein neuer, größerer Flughafen außerhalb Bandung wird deshalb geplant.

## Flugplatzmerkmale
Der Tower (TWR) sendet und empfängt auf der Frequenz 122.7 MHz. Der Flughafen verfügt über verschiedene Navigationshilfen.
Das ungerichtete Funkfeuer (NDB) sendet auf der Frequenz 300 kHz mit der Kennung: OY.
Das Drehfunkfeuer (VOR) sendet auf Frequenz 117 MHz mit der Kennung: BND.
Ein Distance Measuring Equipment (DME) ist vorhanden.
Die Ortsmissweisung beträgt 1° Ost. (Stand: 01/2006)

## Zwischenfälle
Von 1946 bis März 2020 kam es am Flughafen Bandung und in seiner näheren Umgebung zu mindestens 5 Totalschäden von Flugzeugen. Bei vier davon kamen 93 Menschen ums Leben. Auszüge:
- Am 12. März 1947 wurde eine Douglas DC-3/C-47 der niederländischen Netherlands East Indies Army Air Force (NEIAF) (Luftfahrzeugkennzeichen VH-REZ) 16 Kilometer nordwestlich vom Flughafen Bandung in die Flanke des Vulkans Burangrang geflogen. In widrigem Wetter hatte die Crew wohl die Orientierung verloren. Das Wrack wurde erst nach 23 Tagen gefunden. Durch diesen CFIT (Controlled flight into terrain) wurden alle 26 Insassen getötet, zwei Besatzungsmitglieder und 24 Passagiere.[2]

- Am 28. November 1950 wurde eine Douglas DC-3/C-47B-25-DK der indonesischen Luftstreitkräfte (TNI-AU T-446) gegen den Vulkan Galunggung (Java, Indonesien) geflogen, 65 Kilometer südöstlich vom Startflughafen Bandung. Bei diesem CFIT (Controlled flight into terrain) wurden von den 27 Insassen 15 getötet, alle drei Besatzungsmitglieder und 12 Passagiere.[3]

- Am 24. Januar 1961 wurde eine Douglas DC-3/C-47A-80-DL der Garuda Indonesia (PK-GDI) auf dem Weg zum Flughafen Bandung in einer Höhe von 5400 Fuß (1640 Metern) gegen den Vulkan Burangrang geflogen. Durch diesen CFIT (Controlled flight into terrain) wurden alle 21 Insassen getötet, fünf Besatzungsmitglieder und 16 Passagiere.[4]

- Am 18. Oktober 1992 wurde eine CASA CN-235 der indonesischen Merpati Nusantara Airlines (PK-MNN) in die Flanke des Vulkans Papandayan (Indonesien) geflogen. Die Maschine befand sich im Sichtanflug auf den Flughafen Bandung, obwohl Wolken den Vulkan verdeckten. Das Flugzeug schlug in einer Höhe von 6120 Fuß (1865 Metern) auf dem 2665 Meter hohen Vulkan auf. Durch diesen CFIT (Controlled flight into terrain) wurden alle 31 Insassen getötet, vier Besatzungsmitglieder und 27 Passagiere.[5]

- Am 17. Juli 1997 verunglückte eine Fokker F-27-600 der indonesischen Sempati Air Transport, gemietet von Trigana Air Service (Luftfahrzeugkennzeichen PK-YPM) auf dem Flug nach Jakarta nahe dem Startflughafen Bandung etwa 12 Kilometer nach dem Start. Dabei starben 28 Menschen, 22 überlebten.[6]